# Jean de Chelles

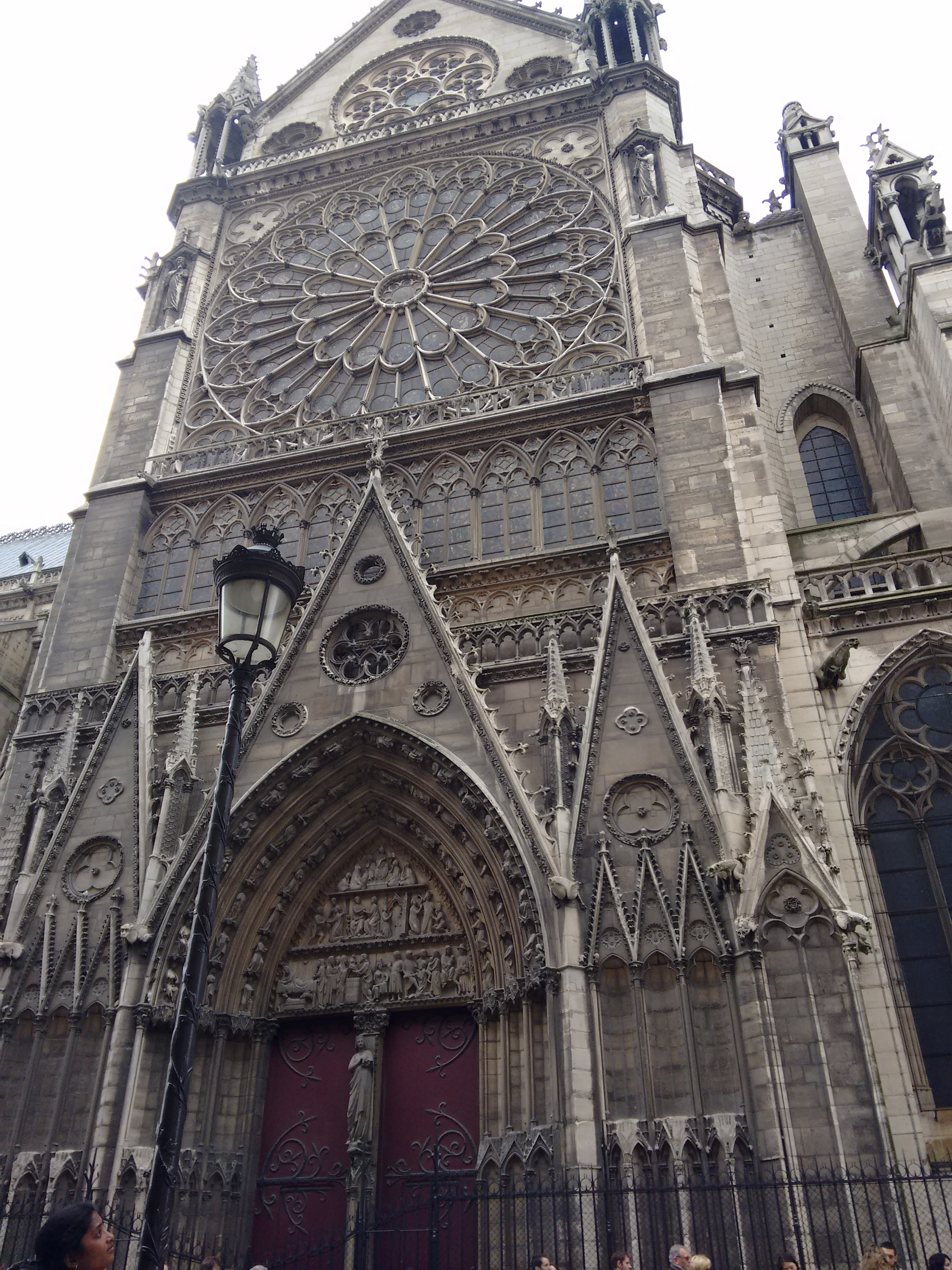
Transepto norte da Catedral de Notre-Dame

Jean de Chelles (? — Paris, 1258) foi um arquiteto e construtor francês.
Foi mestre-de-obras da Catedral de Notre-Dame de Paris, responsável pelo projeto do transepto, pela construção da sua ala norte na década de 1240, incluindo um grande portal decorado com esculturas, e pela instalação da grande rosácea de vitrais a partir de c. 1250. Deu início à construção da ala sul, continuada pelo seu sucessor Pierre de Montreuil. O projeto do transepto modificou o modelo estabelecido pelo Mestre de Chartres, preferindo construir um espaço mais iluminado com amplas aberturas. É possível que ele tenha sido mestre-de-obras da Abadia de Saint-Denis. Pode ter sido também o autor do projeto da Sainte-Chapelle. Foi um dos precursores e um dos principais representantes do estilo gótico radiante.